# 平田郷陽
平田 郷陽（ひらた ごうよう、1903年（明治36年）11月25日 - 1981年（昭和56年）3月23日）は、日本の人形作家。重要無形文化財保持者（人形師として初の人間国宝）。衣裳人形の第一人者で、木目込みの技法を用いた衣裳人形を多数手掛ける。本名、恒雄。

## 略歴
東京生まれ。14歳の時、人形師の初代 安本亀八の門弟であった父のもとで人形製作の修行を始め、「活人形（生き人形）」の製作技法を習得した。
1924年（大正13年）父の跡を継ぎ二代郷陽を襲名、日本人形の制作者となり端正なリアリズムをもつ人形を製作するようになる。1927年（昭和2年）の青い目の人形の答礼人形として市松人形も製作した。当時人形は芸術と認められていなかったため、1928年（昭和3年）から創作人形を目指す同志と白沢会を結成、1935年（昭和10年）には日本人形社を起こす。翌1936年には同士6人とともに第1回帝展に入選、以来帝展、文展、日展等で活躍する。日本政府の依頼でベルギーやフランスでの万国博覧会に衣裳人形を出品。
1955年（昭和30年）2月15日、重要無形文化財「衣裳人形」保持者に認定される。
社団法人日本工芸会理事、同人形部会長等を歴任。衣裳人形研究の陽門会を主宰するなど、後継者育成にも尽力した。作風は、初期は生人形師らしく写実的だったが、次第に抽象的なデフォルメを加え、様式化・単純化に向かった。反面、郷陽作品は常に確固とした存在感があり、繊細な感情表現に特色がある。

## 代表作
- 「粧ひ」 横浜人形の家蔵 1931年
- 「凧」 熊本県立美術館蔵 1946年 第2回日展
- 「姥と金太郎」 熊本県立美術館蔵 1948年 第2回現代美術展
- 「童と良寛」  熊本県立美術館蔵 1965年 第9回陽門会展 手鞠を抱えた良寛が三人の童に囲まれている像。翌年に建立された倉敷市の円通寺公園にある良寛像のオリジナル作品